# Glogovica (vattendrag i Kroatien)
Glogovica är ett vattendrag i Kroatien. Det ligger i den östra delen av landet, 180 km öster om huvudstaden Zagreb.